# RIPPLE (玉木宏のアルバム)
『RIPPLE』（リップル）は、2004年12月15日に発売された、玉木宏の1枚目のアルバム。

## 解説
玉木の初のアルバムで、R and C（現：よしもとアール・アンド・シー）からリリースされた唯一のアルバムである。

### CDタイプ
- CD+DVD限定盤：YRCN-11040
- 通常盤：YRCN-11039

## 収録曲目
1. この風にのって 
  - 作詞・作曲：青木真一
  - 名古屋鉄道「ミュースカイ」CMソング
2. Stayer 
  - 作詞：ma-saya / 作曲：真崎修
3. Seasons 
  - 作詞：市川喜康  / 作曲：野中則夫
4. innocence 
  - 作詞：玉木宏 / 作曲：見良津健雄
5. 二度と愛せない 
  - 作詞：東野純直 / 作曲：見良津健雄
6. サヨナラと言わないで 
  - 作詞・作曲：真崎修
7. G.I.D 
  - 作詞・作曲：真崎修
8. Hey You! 
  - 作詞・作曲：真崎修
9. Quiz 
  - 作詞：市川喜康 / 作曲：関淳二郎
10. 嘘〜Pairs〜 
  - 作詞：市川喜康  / 作曲：石川Kanji
11. Emotion 
  - 作詞：ma-saya / 作曲：青木真一
12. Memorize 
  - 作詞・作曲：川口進
13. Seasons(acoustic version)